# CANDU

Schema unui reactor nuclear CANDU
1. Bare de combustibil nuclear
2. Calandria
3. Bare de control
4. Vas de expansiune
5. Generator de abur
6. Pompă de condensat
7. Pompă din circuitul primar (de răcire)
8. Mașină de încărcare a combustibilului
9. Moderator (apă grea)
10. Tuburi de presiune
11. Abur saturat, spre turbina cu abur
12. Condensat, de la condensator
13. Anvelopă

Acronimul CANDU provine de la „CANada Deuterium Uranium”, care este o marcă înregistrată pentru reactorul energetic dezvoltat în anii 50-60 de mai multe firme canadiene sub coordonarea AECL. Reactorul CANDU a fost instalat în toate centralele nucleare din Canada precum și în mai multe țări: India, Pakistan, Argentina, Coreea de Sud, China și România. În prezent licența pentru construirea de reactori CANDU este deținută de firma SNC-Lavalin prin sucursala sa CANDU ENERGY . 
CANDU este un reactor nuclear de tipul reactor cu apă grea sub presiune (în engleză Pressurized_Heavy-Water Reactor – PHWR), care utilizează uraniul natural (0,712 % 235U) drept combustibil și apă grea (D2O) ca moderator de neutroni și agent de răcire. 
Deoarece nu are nevoie de uraniu îmbogățit, iar tehnologia de obținere a apei grele este relativ accesibilă, reactorul CANDU a fost preferat de țările mai puțin dezvoltate, preocupate de independența energetică. 
Reactorul CANDU se compune dintr-o zonă activă orizontală formată din 4560 fascicule de combustibil, amplasate în 380 de tuburi din aliaj de zirconiu (canale de combustibil), care penetrează de la un capăt la celălalt vasul cilindric al moderatorului numit „calandria”. Prin canalele de combustibil circulă apa grea sub presiune (agentul de răcire), care transportă căldura degajată în combustibil la schimbătorii de căldura, unde se generează aburul folosit apoi pentru producerea de electricitate ca la o termocentrală.

## Reactorul CANDU
Reactorul CANDU are câteva caracteristici constructive care îl deosebesc de celelalte tipuri de reactori nucleari energetici:
- Utilizarea canalelor de combustibil permite extragerea combustibilului uzat și introducerea de combustibil proaspăt fără a fi necesară oprirea reactorului;
- Canalele de combustibil pot fi înlocuite în caz de defecțiune sau la expirarea duratei de serviciu, permițând extinderea duratei de funcționare a reactorului.
- Materialele utilizate în zona activă a reactorului (aliaje de zirconiu, apă grea) asigură o buna economie de neutroni fapt ce permite utilizarea optimă a combustibilului nuclear.

### Avantaje
- Realimentarea cu combustibil fără oprirea reactorului permite o producție suplimentară de energie electrică.
- Fiind un reactor optimizat din punctul de vedere al economiei de neutroni poate utiliza mai eficient resursele de combustibil nuclear (uraniul natural, thoriu)
- Fascicolul de combustibil nuclear are o structură simplă și o tehnologie de fabricație accesibilă în toate țările care au reactori CANDU
- Reactorul CANDU poate recicla combustibilul ars din reactorii cu apă ușoară.

### Dezavantaje
- Ca urmare a folosirii unei cantități mari de apă grea, un material foarte scump, reactorul CANDU are o investiție specifică mai ridicată decât celelalte filiere;
- Deoarece utilizează uraniul natural ce conține puțin material fisionabil, cantitățile de combustibil nuclear uzat (deșeu puternic radioactiv) sunt mult mai mari față de reactorii cu apă ușoară.
- Utilizarea apei grele ca moderator are dezavantajul că prin absorbția de neutroni se generează tritiu, un radioizotop foarte mobil ce reprezintă un risc pentru personalul operator și pentru mediul înconjurător.

## Centrala Nucleară de la Cernavodă
Centrala nucleară Cernavodă, rezultat al colaborării dintre guvernele român și canadian, folosește reactorul CANDU cu o putere instalată de 700 MW, atât în Unitatea nr. 1, finalizată în 1996, cât și la Unitatea nr. 2, pusă în funcțiune în vara anului 2006. Alte trei unități se află în conservare așteptând soluții de finanțare pentru reluarea lucrărilor.